# Kill Rock 'N Roll
Kill Rock'n'Roll est un single et une chanson du groupe de rock américain System of a Down, tiré de l'album Hypnotize sortit le 22 novembre 2005. C'est la piste 3 de l'album.

## Signification des paroles
Quand on la regarde comme ça, la chanson semble parler des rockstars et du nombre d'entre elles mortes d'une overdose de drogue ("eat all the grass that you want", qui signifie "mange toute l'herbe que tu veux"). Le groupe nous donne une histoire différente : le guitariste de System of a down Daron Malakian l'a écrite une nuit après avoir accidentellement écrasé un lapin. Il a retiré la voiture et a nommé le lapin mort Rock N' Roll. Il s'est senti tellement mal qu'il a écrit sur le fait que le lapin ne méritait pas son sort, donc la ligne "mange toute l'herbe que tu veux" se réfère au lapin mangeant l'herbe et non aux rockstars prenant des drogues.